# 呋喹替尼
呋喹替尼（fruquintinib）是由和记黄埔医药（上海）有限公司研发的抗癌藥，是口服的VEGF受體抑制剂，針對末期轉移腸癌患者（例如肺部），對胃癌的療效則正在實驗中。
呋喹替尼对CYP450酶不抑制，联合用药不会产生相互干扰，副作用為手足综合症、高血压、腹瀉等化療常見症。適用於接受过至少两次化疗方案，但仍发生疾病进展的转移性结直肠癌患者。
2007年，呋喹替尼首次在实验室被合成出来，研发历时11年。一項研究呋喹替尼以晚期非鳞非小细胞肺癌为适应症，随机双盲安慰剂对照的臨床試驗，服药三周後试验成功达到了无进展生存期的主要疗效终点研究结果已于第17届世界肺癌大会上以口头报告的形式公布。2017年6月，中国食药监局（CFDA）受理呋喹替尼以晚期结直肠癌（CRC）为适应症的新药發售申请。
2022年8月9日，呋喹替尼全球III期研究（FRESCO-2）达到总生存期 ("OS")。
2023年11月8日，呋喹替尼在美国获批进入当地医药市场。